# Korisliiga 2018-19
La temporada 2018-2019 de la Korisliiga fue la edición número 79 de la Korisliiga, el primer nivel de baloncesto en Finlandia. La temporada regular cuádruple comenzó el 7 de octubre de 2018 y finalizó la competición  el 26 de mayo de 2019. El campeón fue el Kauhajoen Karhu, que revalidaba su título del año anterior.

## Formato
Los once equipos jugarían cuatro equipos contra cada uno de los otros equipos para un total de 40 partidos. Los ocho equipos mejor calificados se unirían a los playoffs, mientras que el último clasificado jugaría un playoff de descenso al mejor de tres contra los subcampeones de la Primera División.

## Equipos
Ura ascendió de Primera División y Kobrat permaneció en la liga ya que el Espoo United fue expulsado debido a irregularidades financieras.
| Equipo            | Ciudad       | Pabellón                   |
| ----------------- | ------------ | -------------------------- |
| Helsinki Seagulls | Helsinki     | Töölö Sports Hall          |
| Kataja            | Joensuu      | Joensuu Areena             |
| Karhu             | Kauhajoki    | Kauhajoen Yhteiskoulu      |
| Kobrat            | Lapua        | Lapuan Urheilutalo         |
| Korihait          | Uusikaupunki | Pohitullin Sports Hall     |
| Kouvot            | Kouvola      | Mansikka-Ahon Urheiluhalli |
| KTP               | Kotka        | Steveco-Areena             |
| Nokia             | Nokia        | Nokian Palloiluhalli       |
| Pyrintö           | Tampere      | Pyynikin Palloiluhalli     |
| Salon Vilpas      | Salo         | Salohalli                  |
| Ura               | Kaarina      | Kupittaan palloiluhalli    |

## Temporada regular

### Clasificación
| Pos. | Equipo            | PJ | G  | P  | GF   | GC   | DG   | Pts | Clasificación                            |
| ---- | ----------------- | -- | -- | -- | ---- | ---- | ---- | --- | ---------------------------------------- |
| 1    | Salon Vilpas      | 40 | 33 | 7  | 3795 | 3442 | +353 | 66  | Clasificado para playoffs                |
| 2    | Karhu             | 40 | 28 | 12 | 3513 | 3215 | +298 | 56  | Clasificado para playoffs                |
| 3    | Pyrintö           | 40 | 24 | 16 | 3574 | 3331 | +243 | 48  | Clasificado para playoffs                |
| 4    | Kataja            | 40 | 24 | 16 | 3532 | 3371 | +161 | 48  | Clasificado para playoffs                |
| 5    | KTP               | 40 | 23 | 17 | 3495 | 3410 | +85  | 46  | Clasificado para playoffs                |
| 6    | Kouvot            | 40 | 19 | 21 | 3462 | 3391 | +71  | 38  | Clasificado para playoffs                |
| 7    | Helsinki Seagulls | 40 | 18 | 22 | 3387 | 3393 | −6   | 36  | Clasificado para playoffs                |
| 8    | Nokia             | 40 | 17 | 23 | 3400 | 3539 | −139 | 34  | Clasificado para playoffs                |
| 9    | Korihait          | 40 | 16 | 24 | 3434 | 3602 | −168 | 32  |                                          |
| 10   | Kobrat            | 40 | 9  | 31 | 3309 | 3707 | −398 | 18  |                                          |
| 11   | Ura               | 40 | 9  | 31 | 3180 | 3680 | −500 | 18  | Clasificado para playoffs de permanencia |

 Fuente: Korisliiga

### Resultados
| Local \ Visitante | HEL    | KAU    | KAT    | KOB    | KOR    | KOU    | KTP    | NOK    | PYR    | VIL     | URA    |
| ----------------- | ------ | ------ | ------ | ------ | ------ | ------ | ------ | ------ | ------ | ------- | ------ |
| Helsinki Seagulls | —      | 82–81  | 63–85  | 73–96  | 87–72  | 74–88  | 93–92  | 88–73  | 87–82  | 91–94   | 93–70  |
| Karhu             | 85–75  | —      | 89–90  | 83–74  | 100–85 | 84–72  | 84–87  | 86–94  | 84–76  | 115–112 | 92–80  |
| Kataja            | 83–81  | 65–69  | —      | 91–72  | 88–77  | 91–80  | 87–84  | 91–82  | 82–84  | 87–94   | 80–88  |
| Kobrat            | 81–104 | 101–85 | 94–103 | —      | 90–99  | 76–93  | 102–86 | 84–81  | 90–108 | 85–92   | 104–94 |
| Korihait          | 66–80  | 86–93  | 88–80  | 79–78  | —      | 95–88  | 89–99  | 77–85  | 96–102 | 103–104 | 90–108 |
| Kouvot            | 89–86  | 94–79  | 75–61  | 109–90 | 102–73 | —      | 82–96  | 85–90  | 94–75  | 81–90   | 97–74  |
| KTP               | 98–89  | 77–86  | 79–77  | 100–92 | 98–81  | 82–78  | —      | 88–68  | 74–98  | 76–72   | 65–91  |
| Nokia             | 75–118 | 69–94  | 86–88  | 93–81  | 91–80  | 79–69  | 89–78  | —      | 86–81  | 86–89   | 100–86 |
| Pyrintö           | 112–90 | 83–80  | 109–93 | 95–87  | 92–81  | 87–85  | 83–91  | 111–83 | —      | 91–100  | 110–73 |
| Salon Vilpas      | 80–79  | 83–77  | 87–97  | 94–86  | 110–71 | 106–72 | 79–71  | 75–69  | 94–93  | —       | 94–78  |
| Ura               | 82–75  | 75–99  | 72–81  | 89–97  | 83–100 | 55–93  | 69–90  | 74–85  | 83–75  | 81–88   | —      |

| Local \ Visitante | HEL    | KAU    | KAT    | KOB    | KOR    | KOU    | KTP    | NOK    | PYR   | VIL     | URA    |
| ----------------- | ------ | ------ | ------ | ------ | ------ | ------ | ------ | ------ | ----- | ------- | ------ |
| Helsinki Seagulls | —      | 72–74  | 64–100 | 79–80  | 115–79 | 90–84  | 73–88  | 63–87  | 82–77 | 83–89   | 101–78 |
| Karhu             | 83–65  | —      | 93–92  | 94–77  | 94–75  | 82–79  | 98–87  | 98–75  | 86–79 | 96–81   | 93–70  |
| Kataja            | 102–80 | 85–65  | —      | 87–84  | 102–85 | 79–78  | 88–69  | 93–100 | 76–74 | 121–128 | 96–75  |
| Kobrat            | 81–82  | 71–81  | 71–104 | —      | 89–80  | 78–76  | 77–100 | 95–73  | 75–69 | 114–107 | 102–88 |
| Korihait          | 75–96  | 55–97  | 90–98  | 80–93  | —      | 84–87  | 84–78  | 80–84  | 71–83 | 81–93   | 93–75  |
| Kouvot            | 94–102 | 80–94  | 97–78  | 109–90 | 77–87  | —      | 95–93  | 79–96  | 79–60 | 99–103  | 102–98 |
| KTP               | 86–84  | 98–79  | 100–79 | 94–69  | 105–94 | 95–87  | —      | 94–89  | 92–95 | 93–100  | 88–68  |
| Nokia             | 93–102 | 66–88  | 97–95  | 78–81  | 89–95  | 86–91  | 101–89 | —      | 69–87 | 80–99   | 104–78 |
| Pyrintö           | 86–85  | 87–86  | 95–67  | 106–89 | 107–72 | 80–83  | 78–80  | 104–93 | —     | 89–90   | 95–60  |
| Salon Vilpas      | 84–87  | 90–86  | 96–78  | 103–76 | 110–71 | 109–86 | 101–84 | 108–89 | 89–85 | —       | 92–67  |
| Ura               | 89–74  | 71–101 | 87–112 | 79–94  | 85–80  | 66–92  | 82–71  | 97–87  | 84–91 | 78–104  | —      |

## Playoffs
Los cuartos de final y las semifinales se jugaron en el mejor de tres formatos 1–1–1–1–1 con un nuevo sorteo en las semifinales. Las finales se jugaron en un formato de playoffs al mejor de siete.

### Cuadro final
|  | Cuartos de final | Cuartos de final  | Cuartos de final |        |   | Semifinales  | Semifinales | Semifinales |  |   | Finales | Finales | Finales |  |
|  |                  |                   |                  |        |   |              |             |             |  |   |         |         |         |  |
|  |                  |                   |                  |        |   |              |             |             |  |   |         |         |         |  |
|  | 1                | Salon Vilpas      | 3                |        |   |              |             |             |  |   |         |         |         |  |
|  | 1                | Salon Vilpas      | 3                |        |   |              |             |             |  |   |         |         |         |  |
|  | 8                | Nokia             | 0                |        |   |              |             |             |  |   |         |         |         |  |
|  | 8                | Nokia             | 0                |        | 1 | Salon Vilpas | 3           |             |  |   |         |         |         |  |
|  |                  |                   |                  |        | 1 | Salon Vilpas | 3           |             |  |   |         |         |         |  |
|  |                  |                   | 6                | Kouvot | 4 |              |             |             |  |   |         |         |         |  |
|  | 4                | Kataja            | 6                | Kouvot | 4 | 1            |             |             |  |   |         |         |         |  |
|  | 4                | Kataja            |                  |        |   |              |             |             |  |   |         |         |         |  |
|  | 5                | KTP               | 3                |        |   |              |             |             |  |   |         |         |         |  |
|  | 5                | KTP               | 3                |        |   |              |             |             |  | 6 | Kouvot  | 1       |         |  |
|  |                  |                   |                  |        |   |              |             |             |  | 6 | Kouvot  | 1       |         |  |
|  |                  |                   | 2                | Karhu  | 4 |              |             |             |  |   |         |         |         |  |
|  | 2                | Karhu             | 2                | Karhu  | 4 | 3            |             |             |  |   |         |         |         |  |
|  | 2                | Karhu             |                  |        |   |              |             |             |  |   |         |         |         |  |
|  | 7                | Helsinki Seagulls | 0                |        |   |              |             |             |  |   |         |         |         |  |
|  | 7                | Helsinki Seagulls | 0                |        | 2 | Karhu        | 4           |             |  |   |         |         |         |  |
|  |                  |                   |                  |        | 2 | Karhu        | 4           |             |  |   |         |         |         |  |
|  |                  |                   | 5                | KTP    | 0 |              |             |             |  |   |         |         |         |  |
|  | 3                | Pyrintö           | 5                | KTP    | 0 | 0            |             |             |  |   |         |         |         |  |
|  | 3                | Pyrintö           |                  |        |   |              |             |             |  |   |         |         |         |  |
|  | 6                | Kouvot            | 3                |        |   |              |             |             |  |   |         |         |         |  |
|  | 6                | Kouvot            | 3                |        |   |              |             |             |  |   |         |         |         |  |
|  |                  |                   |                  |        |   |              |             |             |  |   |         |         |         |  |

### Cuartos de final
| Equipo 1     | Series | Equipo 2          | 1.er partido | 2.º partido | 3.er partido | 4.º partido | 5.º partido |
| ------------ | ------ | ----------------- | ------------ | ----------- | ------------ | ----------- | ----------- |
| Salon Vilpas | 3–0    | Nokia             | 106–70       | 88–70       | 114–87       | 0           | 0           |
| Karhu        | 3–0    | Helsinki Seagulls | 87–61        | 98–89       | 108–68       | 0           | 0           |
| Pyrintö      | 0–3    | Kouvot            | 85–93        | 83–91       | 78–83        | 0           | 0           |
| Kataja       | 1–3    | KTP               | 109–72       | 95–98       | 92–100       | 80–96       | 0           |

### Semifinales
| Equipo 1     | Series | Equipo 2 | 1.er partido | 2.º partido | 3.er partido | 4.º partido | 5.º partido | 6.º partido | 7.º partido |
| ------------ | ------ | -------- | ------------ | ----------- | ------------ | ----------- | ----------- | ----------- | ----------- |
| Salon Vilpas | 3–4    | Kouvot   | 87–86        | 77–85       | 92–91        | 71–88       | 89–73       | 86–95       | 82–91       |
| Karhu        | 4–0    | KTP      | 106–72       | 101–90      | 94–70        | 79–68       | 0           | 0           | 0           |

### Tercer y cuarto puesto
| Equipo 1 | Resultado | Equipo 2     |
| -------- | --------- | ------------ |
| KTP      | 98–97     | Salon Vilpas |

### Finales
| Karhu | 4–1 | Kouvot | 96–86 | 74–88 | 85–78 | 94-56 | 90-84 |